# Curia Hostilia

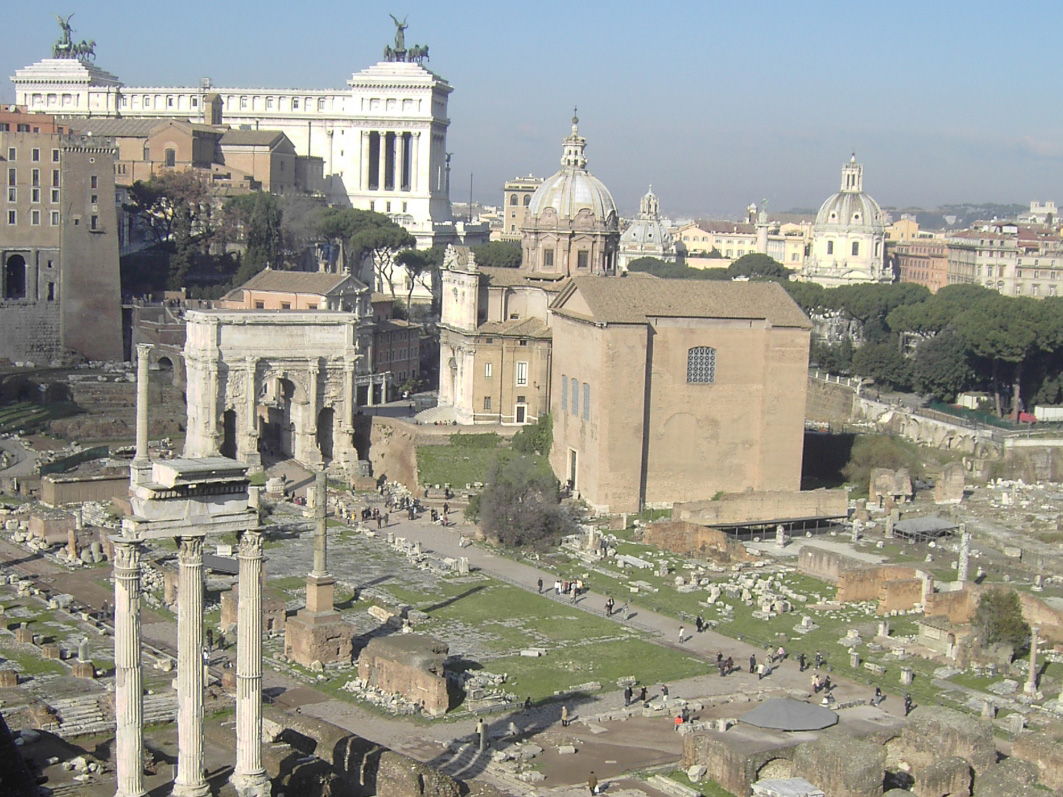
De Curia Hostilia stond oorspronkelijk op de plaats van de Curia Julia (midden)

De Curia Hostilia was het eerste Senaatsgebouw of curia van de stad Rome. Het gebouw stond op het Forum Romanum. Het werd gebouwd tijdens de regeerperiode van koning Tullus Hostilius in de 7de eeuw v.Chr. Hoewel enkele malen eerder hersteld, was het Lucius Cornelius Sulla die in 80 v.Chr. het gebouw uitgebreid herstelde en vergrootte. Voor de curia lag het comitium, waar de volksvergaderingen werden gehouden. 
In 52 v.Chr. braken rellen uit in de stad na de gewelddadige dood van de onder het volk populaire politicus Publius Clodius Pulcher. Hierbij werd de Curia Hostilia in brand gestoken en ging hij verloren. Julius Caesar liet de curia vanaf 48 v.Chr. herbouwen, maar deze kreeg een enigszins andere oriëntatie om in lijn te komen met zijn nieuwe forum dat hij daar direct achter liet bouwen. Het nieuwe Senaatsgebouw kreeg ook zijn naam; Curia Julia.